# Miami (Arizona)
Pour les articles homonymes, voir Miami (homonymie).
Miami est une ville de l’État d'Arizona, au sud-ouest des États-Unis d’Amérique. La commune compte 1 837 habitants en l’an 2010.

## Démographie
| 1910  | 1920  | 1930  | 1940  | 1950  | 1960  |
| ----- | ----- | ----- | ----- | ----- | ----- |
| 1 390 | 6 689 | 7 693 | 4 722 | 4 329 | 3 350 |

| 1970  | 1980  | 1990  | 2000  | 2010  | - |
| ----- | ----- | ----- | ----- | ----- | - |
| 3 394 | 2 716 | 2 018 | 1 936 | 1 837 | - |